# Rosa Eluvathingal
Eufràsia del Sagrat Cor de Jesús, nascuda Rosa Eluvathingal (Kattoor, 7 d'octubre de 1877 – Ollur, 29 d'agost de 1952), va ser una religiosa índia de la Congregació de la Mare del Carmel.
El 5 de juliol de 2002 el Papa Joan Pau II va autoritzar la Congregació per a les Causes dels Sants a promulgar el decret sobre les virtuts heroiques d'Eufràsia del Sagrat Cor, que li reconegué el títol de Venerable.
Va ser beatificada el 3 de desembre de 2006 en una cerimònia celebrada a la plaça de l'església parroquial de Sant Antoni a Ollur i presidida pel cardenal Varkey Vithayathil, arquebisbe major d'Ernakulam-Angamaly, en representació del Papa Benet XVI.
El Papa Francesc va proclamar santa la mare Eufràsia del Sagrat Cor de Jesús a la Plaça de Sant Pere el 23 de novembre de 2014, solemnitat de Crist el Rei de l'Univers.